# Nike Hoop Summit

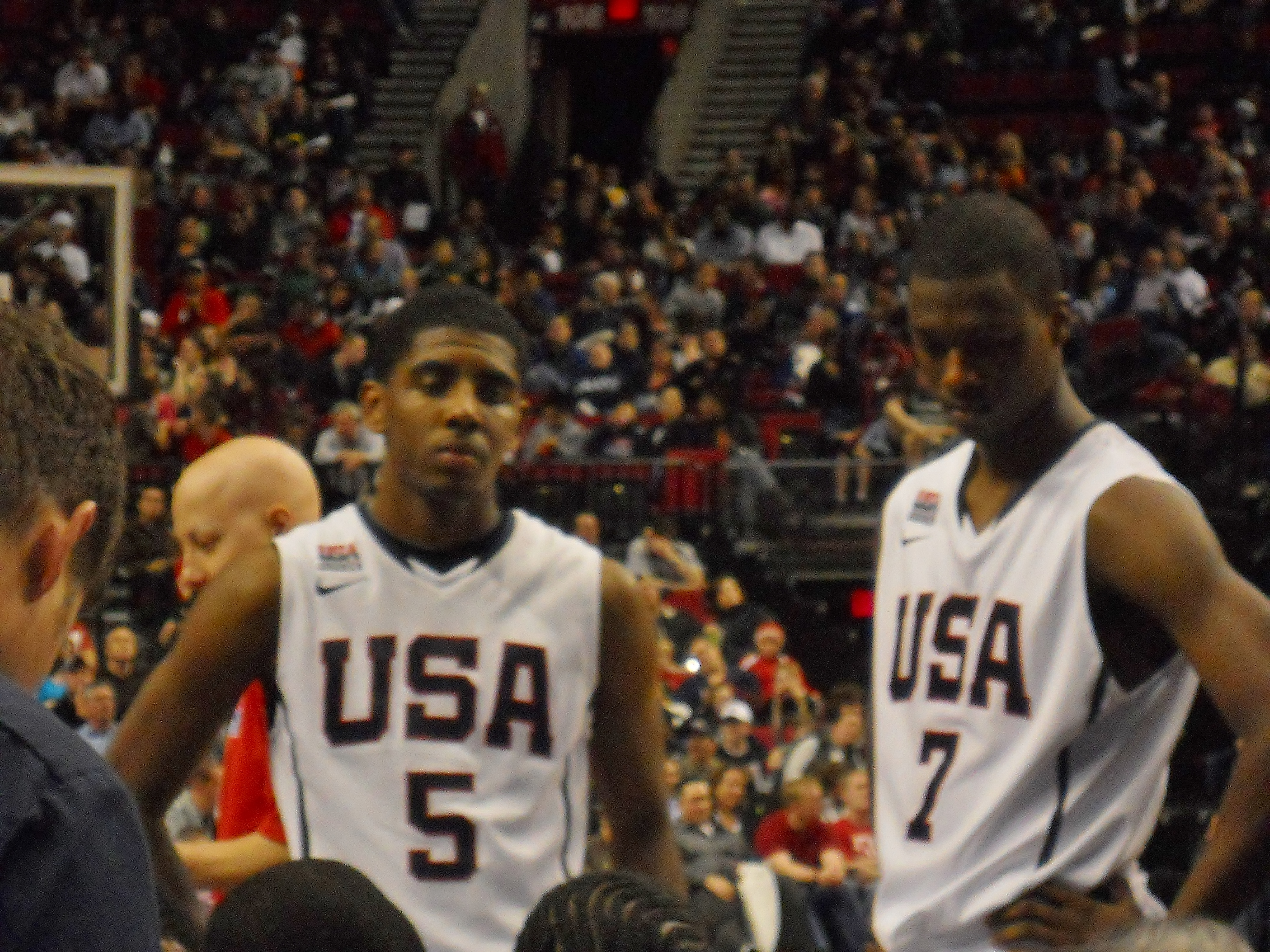
Harrison Barnes et Kyrie Irving au Nike Hoop Summit 2010

Le Nike Hoop Summit est une rencontre annuelle de basket-ball opposant sur le territoire américain les meilleurs jeunes joueurs américains aux meilleurs jeunes joueurs du reste du monde. Cet événement sert à ces jeunes joueurs à fort potentiel à se faire repérer par les recruteurs des équipes NCAA et par les recruteurs des équipes NBA.
Certains joueurs professionnels ont participé à cet événement comme Kevin Garnett, Baron Davis, Jerryd Bayless ou Jermaine O'Neal dans l'équipe des États-Unis et Dirk Nowitzki, Tony Parker, Nicolas Batum, Igor Rakočević, Serge Ibaka ou Patrick Mills dans l'équipe mondiale.
L'événement appartient à la société de vêtements de sports Nike.